# Ctenicera heyeri
Ctenicera heyeri là một loài bọ cánh cứng trong họ Elateridae. Loài này được Saxesen miêu tả khoa học năm 1838.